# Vogtland

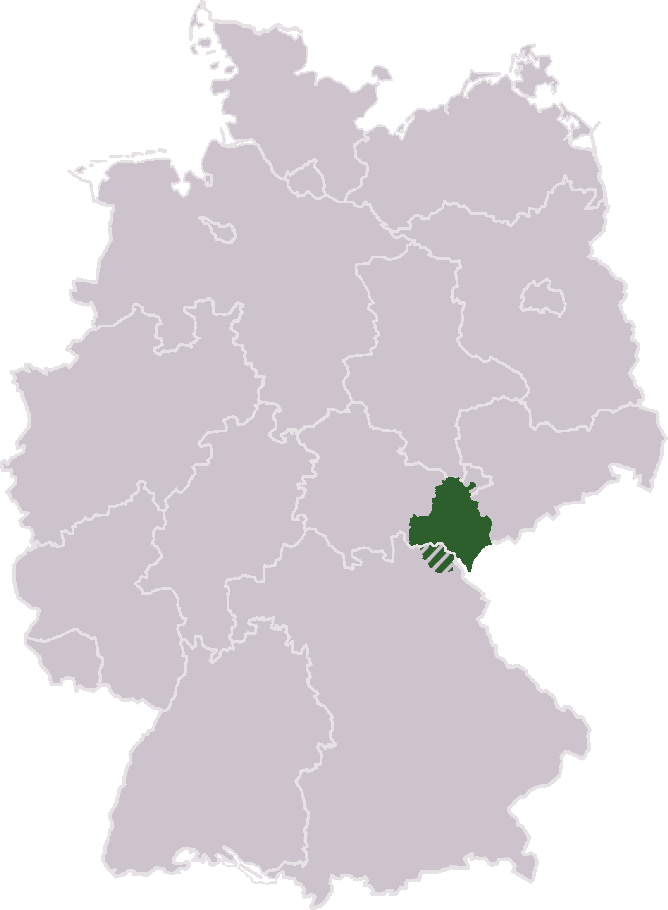
Localisation du Vogtland

La région du Vogtland (en allemand : /ˈfoːktˌlant/,,, ? Écouter [Fiche]) est située à l'est de l'Allemagne à la limite de la Saxe et de la Bavière. Une partie du Vogtland historique se trouve aujourd'hui en ex-Tchécoslovaquie et en Bohême. 

## Histoire
Les traces les plus anciennes de présence humaine ont été retrouvées entre Berga/Elster et Wünschendorf. Elles datent de l’âge de bronze et du début de l’âge de fer (XVe-XIIIe siècles av. J.-C.). Entre le IXe et le Xe siècle, les Sorabes, un peuple slave, s’installent définitivement dans la région. Les noms de communes qui se terminent par «-itz» sont d'origine slave. Au XIIe siècle, l’expansion allemande atteint cette région. Les noms de communes se terminant en «grün», «dorf» et «reuth» sont d'origine germanique. À cette époque, les Hohenstaufen installent des baillis  (Vogt en Allemand), garants de la puissance royale dans ces grandes étendues forestières. Parmi ces baillis, on compte les seigneurs de Weida, qui sont appelés baillis de Weida à partir de 1209 puis baillis de Weida, Gera et Plauen à partir de 1244.
Au moment des guerres liées à la réforme luthérienne, le Vogtland est un enjeu entre la maison de Saxe et celle de Bohème.
En 1485, la Saxe est divisée en deux. Ernest, l'aîné de la dynastie, conserve la dignité électorale et reçoit le Vogtland. En 1547, après l'écrasante défaite des princes protestants à Mülberg, la région passe sous souveraineté de la maison de Bohème. Finalement le Vogtland est partagé en deux principautés avec à leurs têtes les princes de Reuss : la branche aînée a comme capitale Greiz, la branche cadette siège à Gera et Schleiz.  Ces deux principautés sont regroupées en 1919 pour former le «Volksstaat Reuß» qui est ensuite incorporé au nouveau Land de Thuringe, créé le 1er mai 1920.
Au XIXe siècle, la région se spécialise dans la broderie. Cette activité permet à une production rurale de se maintenir à côté des manufactures des villes. L'adoption de l'économie socialiste par la RDA modifie peu ces structures économiques. En effet, dans le contexte de l’après-guerre, refondre l’ensemble du système productif, une branche qui n’a rien de prioritaire pour le régime, n'est pas envisagé. Le régime nationalise les entreprises les plus importantes et transforme la coordination entre les établissements, sur une base planifiée. La VEB "Dentelles de Plauen" ("Plauener Spitze") est créée en 1946 à partir de la nationalisation d’une manufacture de Plauen. Elle absorbe en 1956 onze établissements nationalisés qui correspondaient à autant d’entreprises privées. Une vingtaine d’autres établissements lui sont adjoints en 1956. Au même moment, les autorités incitent les façonniers à se regrouper au sein de cinq coopératives de production artisanale. La broderie est ainsi assurée par des dizaines de petits ateliers de broderie, installés dans les campagnes. Les membres des coopératives restent propriétaires de leurs machines comme de leurs ateliers. En 1970, les coopératives sont nationalisées et transformées en entreprise appartenant au peuple, les VEB "Dentelles d’or". Mais les nationalisations ne concernent que les machines. L'organisation de la production par des travailleurs individuels dans les campagnes ne change pas. À partir de 1972, toutes les entreprises de broderies sont regroupées en une seule mais là encore l'organigramme de la production reste identique.
Après la réunification allemande, les petites entreprises du Vogtland saxon ont été privatisées entraînant une désindustrialisation de la zone. La complémentarité des sources de revenus en milieu rural a permis de limiter l’exode vers l’ouest : certains ouvriers ont complété leurs revenus en recouvrant quelques terres et un peu de bétail ; des  employés de coopérative ont pu ouvrir parallèlement un petit commerce, etc.

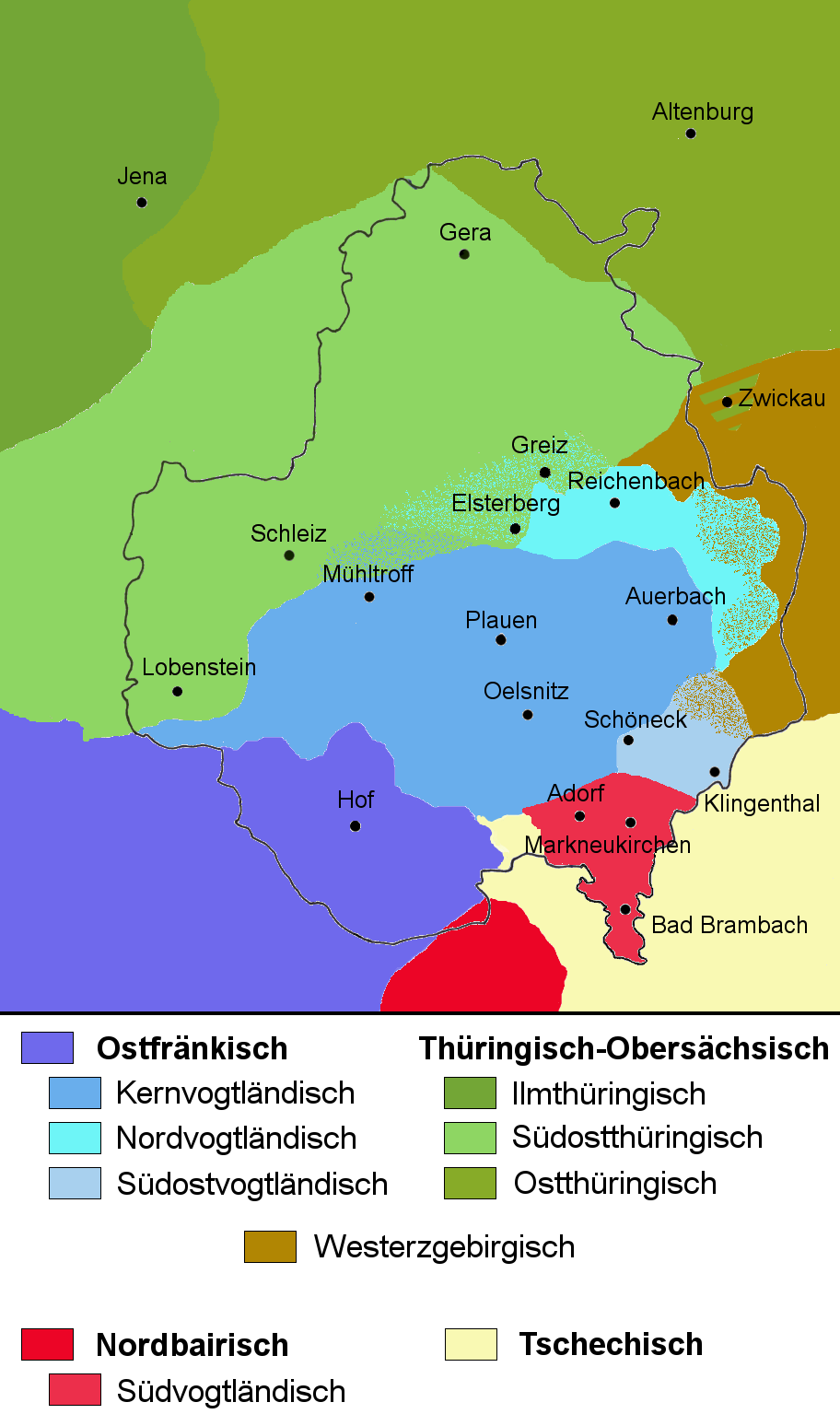
Les dialectes du Vogtland.

## Administration
Le chef lieu du Vogtland est Plauen qui compte 70 000 habitants.
Autres villes importantes:
- En Saxe: Reichenbach et Auerbach
- En Thuringe: Gera et Greiz

En Bavière: Hof
- En République tchèque: Egra

## Géographie
La partie allemande du Vogtland est considérée aujourd'hui par les géographes comme un espace intermédiaire. En effet, la région est un espace charnière entre anciens et nouveaux Länder, entre l'Allemagne du sud et l'Allemagne du nord. Cette région, bordée au sud-ouest par les Monts de Thuringe, est de plus située à l’intersection des zones d’influences de grandes agglomérations de niveau national comme Berlin, Munich et Francfort. Elle se trouve aussi à la limite de métropoles régionales comme Nuremberg, Dresde ou Leipzig. Cet espace a la particularité d'être à dominante rurale, tout en concentrant de fortes densités de population et de peuplement. Ceci est dû à l'industrialisation ancienne qui s'est diffusée dans les campagnes. Même au temps de la RDA, la dispersion spatiale de la production textile s’est maintenue dans les villages, le plus souvent à domicile ou dans de petits ateliers. 

## Économie
Depuis la réunification, la région est en pleine restructuration. Le système du travail à façon, qui avait été supprimé par le régime communiste dans les années 1950, est réapparu spontanément. Des anciens cadres de combinat licenciés sont devenus donneurs d’ordres, les propriétaires de petits ateliers ou de métiers, façonniers. De nombreux quinquagénaires peuvent ainsi terminer leur carrière de brodeurs ou de tisserands sur leurs propres
machines. Comme la privatisation de l’économie est-allemande s’est effectuée par établissements et non par entreprises, le semis initial de petits établissements industriels a facilité le maintien partiel de l’activité industrielle dans les villages et petites villes. Ce maintien relatif d’une activité industrielle diffuse s’appuie sur un système de peuplement dense, peu hiérarchisé.

La disparition de la frontière entre les deux Allemagne a entraîné de nouveaux échanges et de nouvelles interdépendance entre la Saxe et la Bavière : liens de sous-traitance, création de filiales en Saxe par des entreprises bavaroises, emploi de main d’œuvre saxonne en Bavière... Les différences de taux de chômage entre les deux parties s’atténuent fortement, sous l’effet conjoint des migrations pendulaires saxonnes vers la Bavière et des licenciements massifs dans le Vogtland bavarois.
Les PMI assurent l'essentiel de la production industrielle. Le textile, encore dominant, est en déclin. Il est progressivement relayé par la plasturgie et la mécanique. La partie bavaroise du Vogtland est le district le plus pauvre du riche Land de Bavière.
La fabrication d'instruments de musique est une spécialité du Vogtland. La seule école qui prépare au métier de luthier se trouve dans la ville d'Oelsnitz/Vogtl.. La formation dure trois ans.

## Faune et flore
Le tambour du Vogtland est un pigeon du Vogtland, sa visière est de forme ovale. Il a une grande taille, il est vigoureux et ses pattes sont emplumées.

## Personnalités célèbres
- Heinrich Schütz (1585 à Köstritz - 1672 à Dresde), musicien. Il a composé le premier opéra allemand et le premier oratorio allemand moderne.
- Georg Kresse (1604 à Dörtendorf - 1641 à Auma) chef d'une révolte paysanne pendant la guerre de Trente ans.
- Georg Samuel Dörffel (1643 à Plauen - 1688 à Weida) pasteur et agronome, important scientifique allemand du XVIIe siècle.
- Christian Deegen (1798 à Kahla - 1888 à Köstritz), fondateur de la culture des dahlias en Allemagne.
- Julius Sturm (1816 à Köstritz - 1896 à Leipzig), poète
- Bernhard Stavenhagen (1862 à Greiz - 1914 à Genève), musicien
- Adolf Scheibe (1895 à Zeulenroda - 1958 à Berlin), inventeur de la montre à quartz en Allemagne.

Sigmund Jähn (1937-2019) Morgenröthe-Rautenkranz cosmonaute , 1er Allemand à avoir voyagé dans l'espace.